# Dumitru Mazilu
Dumitru Mazilu (n. 24 iunie 1934, Bacău) este un om politic și dizident român, având un rol cheie în evenimentele din decembrie 1989.

## Cariera profesională
Dumitru Mazilu s-a născut la data de 24 iunie 1934 în orașul Bacău. În anul 1952, a absolvit Școala tehnică de mecanici agricoli din Bacău și a urmat timp de câteva luni o școală de ofițeri de Securitate, fiind avansat la gradul de locotenent-major. A absolvit în anul 1959 Facultatea de Drept a Universității din București. Urmează apoi cursuri de doctorat în drept, obținând titlul științific de Doctor în drept al Universității Babeș-Bolyai din Cluj-Napoca în anul 1964 cu teza "Funcțiile educative și coercitive ale statului".
Din anul 1964, Dumitru Mazilu lucrează ca profesor de drept la Academia de Științe Politice și Sociale "Ștefan Gheorghiu" din București și ca profesor de drept internațional la Școala de ofițeri de Securitate de la Băneasa. Este avansat în grad până la gradul de colonel al trupelor de Securitate.
Apoi, în perioada 1965-1966, Dumitru Mazilu deține funcția de director al Școlii de ofițeri de Securitate de la Băneasa (actuala Academie de Poliție Alexandru Ioan Cuza, la care va continua să predea și după 1989, din 1999 în 2011). Conform Raportului Armaghedon VII din anul 2004, se afirma că Dumitru Mazilu ar fi fost destituit de la conducerea Școlii de ofițeri de securitate ca urmare a tentativei de a falsifica niște documente referitoare la un accident rutier.
În perioada 1965-1968, deține funcția de președinte al Subcomisiei Naționale pentru cercetarea abuzurilor și ilegalităților comise pe timpul regimului Gheorghe Gheorghiu-Dej. În anul 1970, este titularizat ca Profesor universitar de către Comisia Superioară de Diplome a Ministerului Învățământului. Apoi, între anii 1970-1974, este director științific al Institutului de Științe Politice din București.
Numit în anul 1974 ca Visiting Professor la universitățile americane Columbia, Harvard și Berkeley, Dumitru Mazilu este angajat în cadrul diplomației românești. Astfel, între anii 1975-1986, lucrează în calitate de consilier juridic în cadrul Ministerului Afacerilor Externe, fiind reprezentant al României la Conferința cu privire la Dreptul Maritim.
În calitatea sa de diplomat, este promovat apoi de către regimul comunist din România în cadrul ONU. Astfel, este reprezentantul României la cea de-a șasea Adunare Generală a Organizației Națiunilor Unite (1978-1985). În perioada martie 1984-1988, Dumitru Mazilu deține funcția de membru al Subcomisiei Națiunilor Unite pentru Combaterea Discriminării și Protecția Minorităților, cu sediul la Geneva (Elveția).

## Dizident în perioada regimului comunist
Între anii 1985-1992, Dumitru Mazilu deține funcția de raportor special al Națiunilor Unite pe problemele drepturilor omului și ale tineretului din lume. În calitatea sa de raportor ONU, Dumitru Mazilu scrie un raport critic despre situația drepturilor omului în România. Informate de către serviciile secrete cu privire la intenția lui Dumitru Mazilu de a-și publica raportul, autoritățile de stat din România i-au interzis să părăsească țara pentru a-l împiedica să se prezinte la locul său de muncă de la Organizația Națiunilor Unite și să-și publice raportul.
Între anii 1986-1989, a fost pus sub stare arest la domiciliu, ca urmare a criticilor cu privire la încălcarea drepturilor omului aduse regimului comunist din România. Este concediat din Ministerul Afacerilor Externe în anul 1987 și i se retrage pașaportul diplomatic. Este împiedicat să se ducă la sesiunile Subcomisiei ONU pentru a-și prezenta rezultatele raportului. În mai 1987, guvernul României trimite o scrisoare la ONU, în care arată că Dumitru Mazilu a suferit un atac de cord și este grav bolnav.
Dumitru Mazilu a scris o scrisoare secretarului general al ONU în care afirma că a fost spitalizat de două ori, fiind forțat să se retragă la 1 decembrie 1987 din posturile guvernamentale deținute și că în ciuda presiunilor la adresa sa și a familiei sale nu va satisface cererea guvernului român de a renunța să-și trimită raportul. La data de 1 septembrie 1988, Subcomisia ONU a solicitat secretarului general al ONU să facă o nouă încercare către guvernul român, invocând Convenția cu privire la privilegiile și imunitățile ONU, adoptată la 13 februarie 1946 și cerând României să coopereze. 

Fluturaș de ameninţare din partea Securității la adresa diplomatului român (1988)

Într-un răspuns din 6 ianuarie 1989, guvernul României declara că Dumitru Mazilu ar fi fost examinat "în conformitate cu legile României" de către un grup de medici care au decis plasarea sa pe lista diplomaților care au fost pensionați pe caz de boală. Guvernul a negat aplicarea Convenției în cazul său și a subliniat că "nu pot fi incluși în categoria celor cărora li se aplică Convenția ONU din 1946 raportorii, ale căror activități sunt doar ocazionale, cu experții misiunilor Națiunilor Unite".
Cu toate acestea, Dumitru Mazilu reușește să-și trimită clandestin raportul la Geneva în aprilie 1989. Raportul este publicat ca document oficial al Națiunilor Unite la data de 10 iulie 1989. Anexa la document, intitulată O privire specială asupra cazului României, prezintă o imagine foarte critică la adresa regimului Ceaușescu, subliniind că "foamea, frigul și frica au fost puse în slujba subjugării oamenilor și a distrugerii valorilor umane".
În mai multe rânduri, ONU a încercat prin toate mijloacele să-și contacteze raportorul special, dar fără nici un rezultat. În septembrie 1989, patru diplomați ai ambasadelor Marii Britanii, Olandei, Statelor Unite ale Americii și Canadei au fost împiedicați de către Securitate să-l viziteze pe raportorul special Dumitru Mazilu la domiciliul acestuia unde se afla în stare de arest.
Posturile de radio Europa Liberă, BBC, Deutsche Welle, RFI și Vocea Americii au relatat pe larg aceste evenimente de-a lungul celor aproape 5 ani de captivitate în care a fost ținut expertul Națiunilor Unite .
Națiunile Unite au decis să prezinte acest caz în fața Curții Internaționale de Justiție de la Haga . 
Instituția de la Haga a judecat în perioada octombrie-decembrie 1989 cazul său și, prin Decizia nr. 81/15 decembrie 1989, elaborată în unanimitate, a cerut autorităților române să-l elibereze imediat, subliniind faptul că Mazilu se bucura de imunitatea diplomatică a Națiunilor Unite, prevăzută prin articolul 22 al Convenției ONU cu privire la privilegii și imunități.

## Rolul său în Revoluția din decembrie 1989

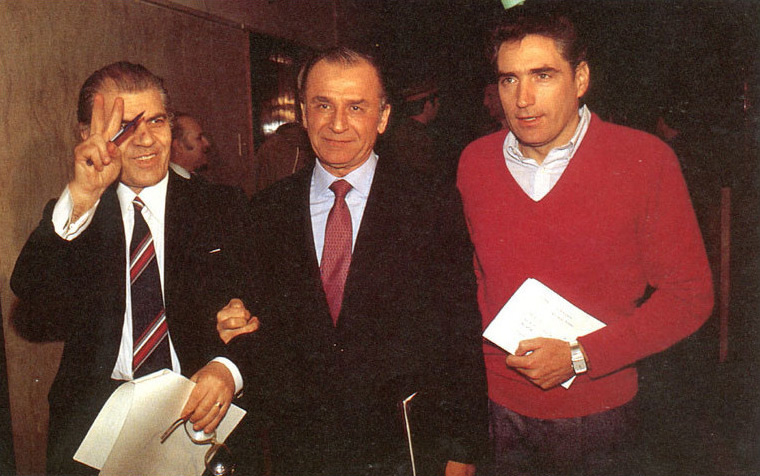
Dumitru Mazilu, Ion Iliescu și Petre Roman (de la stânga la dreapta), liderii de facto ai CFSN (23 decembrie 1989)

Revoluția română este declanșată la Timișoara în ziua de 16 decembrie 1989. În noaptea de 21 spre 22 decembrie 1989, în plină revoltă populară la adresa regimului comunist, Dumitru Mazilu este ridicat de la domiciliul său din București, împreună cu soția și fiul său, de către organele de represiune ale Securității și dus la închisoarea din Alexandria. La 22 decembrie 1989, regimul Ceaușescu este înlăturat, iar Dumitru Mazilu este eliberat din închisoare.
În aceeași zi, Dumitru Mazilu ajunge la clădirea CC după grupul condus de Ion Iliescu. Mazilu a luat cuvântul din balcon, afirmând că vine din beciurile Securității. Discursul său este catalogat de către istoricul Alex Mihai Stoenescu ca un discurs "coerent, emoționant și foarte penetrant – adică exact ce dorea mulțimea – despre momentul pe care îl trăiau." 
„Profund emoționat, cu fața tumefiată de loviturile primite, am spus oamenilor de unde vin și am subliniat caracterul anti-comunist al Revoluției Române. Le-am amintit că noi ne-am aflat sub cea mai opresivă cizmă totalitară 45 de ani și că țara n-a fost și nu va fi niciodată comunistă. Am propus ca patria noastră să se numească simplu ROMÂNIA, fără nici un fel de adjective socialiste sau comuniste, iar drapelul țării să fie eliberat de însemnele comuniste. Încurajat de aprobarea celor peste 200.000 de oameni (estimarea realistă a mulțimii din Piata Palatului este de pana la 50.000 de persoane – n.a.) prezenți în imensa piață, am dat citire platformei-program a Revoluției, structurată în cele 10 puncte analizate mai sus și am propus ca noul organism al puterii să fie FORUMUL CIVIC, constituit ca o putere democratică a cetății românești... Iar în încheiere am implorat ajutorul Domnului, rostind cuvintele «Așa să ne ajute Dumnezeu!», de 45 de ani interzise nu numai în Piața Palatului, ci în toate piețele și celelalte locuri publice din România...”—Dumitru Mazilu
Cele zece puncte ale programului Forumului Civic (propuse de către Dumitru Mazilu) au fost următoarele :
- Abandonarea rolului conducător al unui singur partid și statornicirea unui sistem democratic pluralist de guvernare;
- Organizarea de alegeri libere în cel mai scurt timp posibil;
- Separarea puterilor legislativă, executivă și judecătorească în stat și alegerea tuturor liderilor politici pentru unul sau cel mult două mandate, respectiv pentru cinci sau cel mult zece ani. Puterea nelimitată îmbracă forme patologice. Nimeni nu poate pretinde puterea pe viață;
- Restructurarea întregii economii naționale pe baza criteriilor rentabilității și eficienței. Eliminarea metodelor administrativ-birocratice de conducere economică centralizată și promovarea liberei initiațive și a competenței în toate sectoarele economice;
- Restructurarea agriculturii prin trecerea pământului în mâinile celor care-l muncesc, care sunt adevărații săi stăpâni;
- Reorganizarea învățământului românesc potrivit cerințelor contemporane;
- Reașezarea structurilor culturii românești pe baze democratice și umaniste. Eliminarea dogmelor ideologice care au provocat atâtea daune poporului român și promovarea adevăratelor valori ale umanității. Eliminarea minciunii și imposturii și statornicirea unor criterii de competență și justiție în toate domeniile de activitate. Trecerea presei, Radioului și Televiziunii din mâinile unei familii despotice în mâinile poporului;
- Respectarea drepturilor și libertăților minorităților naționale și asigurarea deplinei lor egalități în drepturi;
- Reorientarea întregului comerț exterior al țării, pornind de la cerințele satisfacerii cu prioritate a tuturor nevoilor cotidiene ale populației României. Interzicerea transferului resurselor economiei naționale pentru obținerea de valută forte cu orice preț. Adoptarea măsurilor necesare pentru efectuarea unui comerț exterior cu respectarea integrală a cerințelor eficienței economice;
- Întreaga politică externă a țării să servească promovării bunei vecinătăți, prieteniei și păcii în lume.

Dumitru Mazilu apare apoi la Televiziunea Română, fiind desemnat la 26 decembrie 1989 în funcția de prim-vicepreședinte al Consiliului FSN, organism care a preluat conducerea României după înlăturarea lui Nicolae Ceaușescu. Proclamația FSN citită la televiziune în 22 decembrie 1989 de Ion Iliescu a fost de fapt scrisă de Dumitru Mazilu, unele schimbări fiind efectuate în text de către Silviu Brucan.
Istoricul Alex Mihai Stoenescu afirmă că "Faptul este incontestabil: Ion Iliescu și grupul său și-au asumat răspunderea preluării puterii de la Ceaușescu, în condiții de haos și vid de putere, având și un program, cel al lui Mazilu, mult avansat față de alternativele propuse de Dăscălescu și Verdeț".
În data de 12 ianuarie 1990 (proclamată zi de doliu național pentru eroii Revoluției), are loc o mare manifestație populară în București în care se cere reintroducerea pedepsei capitale și scoaterea în afara legii a PCR. Cu acea ocazie, Dumitru Mazilu a încercat să profite de nemulțumirea mulțimii pentru a prelua conducerea Consiliului FSN și a-l înlătura pe Ion Iliescu de la putere. Preluând una din cerințele contestatarilor din piață, el s-a urcat pe un tanc și a strigat "Moarte securiștilor!", cerând înlăturarea foștilor activiști comuniști din conducerea Frontului Salvării Naționale. 
După ce această încercare a dat greș, a doua zi cotidianul România liberă publică o serie de date necunoscute din biografia politică a lui Mazilu. Dezvăluirile din presă despre trecutul său, în care este menționat faptul că a fost la un moment dat (în 1965) șeful Școlii de la Băneasa, își ating scopul, pentru că Mazilu apare astfel discreditat în opinia publică. Acesta își dă demisia din CFSN la data de 26 ianuarie 1990, acuzând practici comunist-staliniste în cadrul puterii politice nou constituite.
A publicat în 1991 cartea "Revoluția furată. Memoriu pentru țara mea", în care afirmă că revoluția a fost furată de Ion Iliescu, pe atunci președinte al României. Cartea s-a bucurat pe acea vreme de un real succes de librărie.
În luna martie a aceluiași an 1991 este victima unei agresiuni care are loc la Geneva, concomitentă cu devastarea la București a sediilor unor partide politice, a agresării unor lideri și ziariști din opoziție și a asasinării la Chicago (în Statele Unite) a profesorului Ioan Petru Culianu, succesorul lui Mircea Eliade la Catedra de istorie a religiilor la Universitatea din Chicago. Mazilu a lăsat atunci să se înțeleagă că puterea de la București ar fi fost și în spatele agresării sale, într-o tentativă de a-l reduce la tăcere.

## Activitatea postrevoluționară
După Revoluție, pleacă pentru o perioadă în Elveția. În anul 1990, este ales ca președinte al Institutului Român pentru Drepturile Omului și Tineret. Apoi, în perioada 1991-1993, după câștigarea procesului intentat autorităților române pentru eliminarea sa abuzivă din Ministerul de Externe (pe timpul regimului Ceaușescu), Mazilu își reia funcția ocupată anterior (până în 1986), de Director al Departamentului juridic în Ministerul Afacerilor Externe, fiind în paralel și profesor de drepturile omului și drept maritim.
Ulterior, a reintrat în diplomație, devenind șef al Misiunii Diplomatice a României în Filipine (1993-1994). Apoi este numit ca ambasador la organizațiile internaționale cu sediul la Viena și reprezentant al României la OSCE (1994-1997).

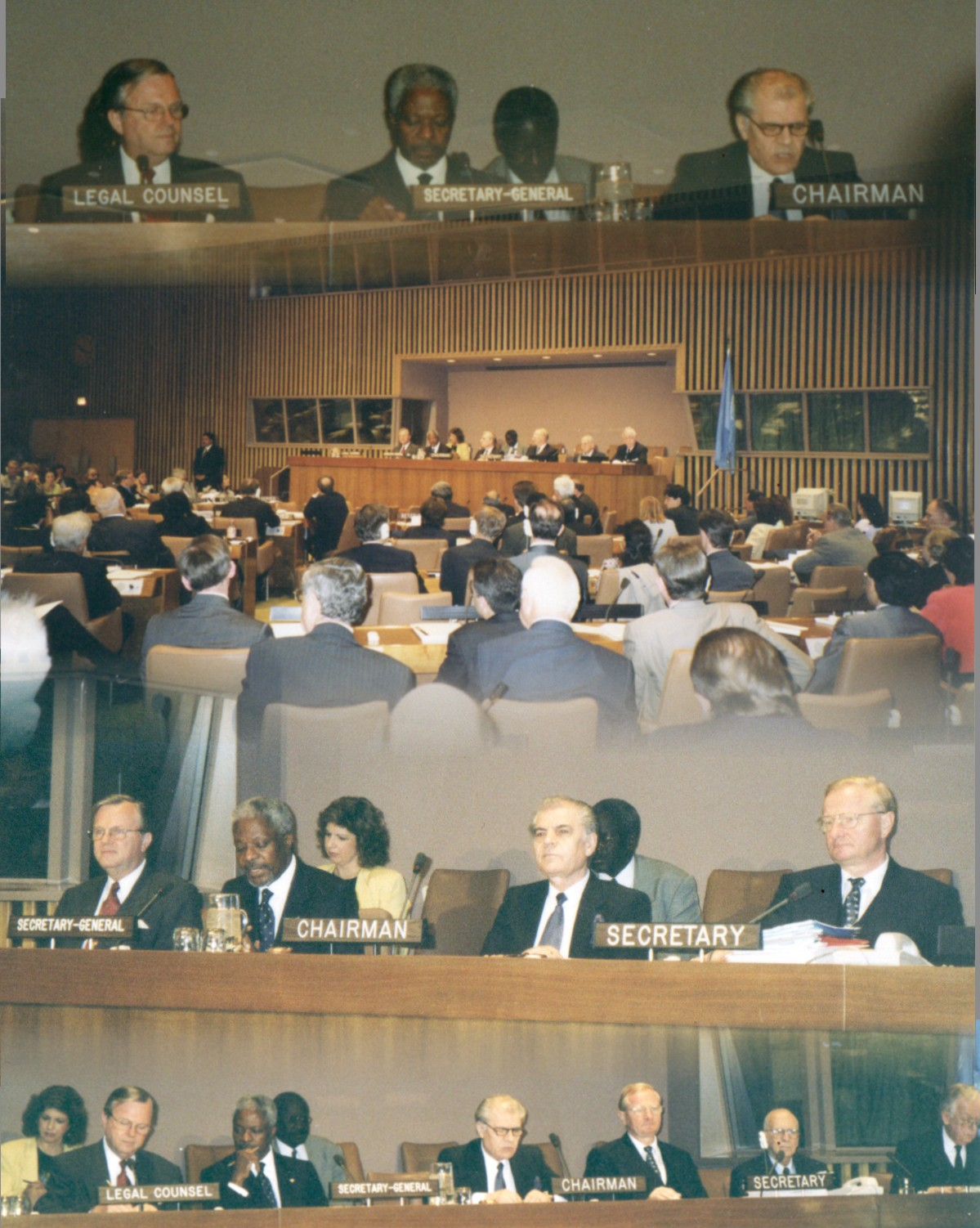
Dumitru Mazilu, Vicepreședinte al Comisiei Naţiunilor Unite pentru Utilizarea Pașnică a spațiului cosmic (Viena, 1997)

Printre alte funcții deținute de Mazilu amintim: vicepreședinte al Organizației Națiunilor Unite pentru Dezvoltare Industrială (1995), vicepreședinte al Comisiei Națiunilor Unite pentru Utilizarea Pașnică a spațiului cosmic (1995-1997), președinte al Grupului de lucru al Conferinței Generale al Agenției Internaționale pentru Energie Atomică (1996-1997), vicepreședinte și ulterior președinte al Comisiei Națiunilor Unite pentru dreptul comercial internațional (1998-2000), membru al Academiei diplomatice internaționale (2002).
În prezent, Dumitru Mazilu este profesor titular la mai multe universități din București (Universitatea Creștină "Dimitrie Cantemir", Universitatea Hyperion, Academia de Poliție Alexandru Ioan Cuza) și din Constanța (Universitatea "Ovidius" și Universitatea Maritimă Arhivat în 16 mai 2009, la Wayback Machine.). Este autorul a mai multor cărți de specialitate (drept, comerț, diplomație).
În anul 2003, Dumitru Mazilu a fost nominalizat la Premiul Nobel pentru pace de către Academia diplomatică europeană.
Din anul 2003, Dumitru Mazilu este membru al Consiliului științific al ONU pentru învățământ la distanță. De asemenea, deține și titlul de conducător de Doctorat în domeniul Dreptului Internațional. În anul 2004 a fost numit de către Ion Iliescu în Colegiul Național al Institutului Revoluției Române.
Dumitru Mazilu vorbește fluent limbile engleză, franceză, rusă și italiană.

## Distincții primite
Prof. univ. dr. Dumitru Mazilu i-au fost conferite titluri de Doctor Honoris Causa al unor renumite instituții educaționale din România și străinătate și anume: Colegiul American al Elveției (1991); Academia de Poliție "Alexandru Ioan Cuza" din București (septembrie 2002); Universitatea Internațională "Albert Schweitzer" din Geneva (noiembrie 2002); Membru de Onoare al Comunității Academice a Universității "George Bacovia" din Bacău (septembrie 2003); Doctor Honoris Causa al Universității "Ovidius" din Constanța (aprilie 2006); Doctor Honoris Causa al Universității Maritime din Constanța (mai 2008).
De asemenea, este membru al Academiei Central Europene de Știință și Artă (din anul 2000); membru al Academiei Balcanice de Științe (din mai 2002) ; membru al Academiei Diplomatice Internaționale (din iunie 2002); membru asociat al Academiei Europene de Științe, Arte și Litere (din iulie 2002).
Dumitru Mazilu a primit numeroase premii pentru activitatea sa științifică și juridică: Premiul "Simion Bărnuțiu" al Academiei Române (1973); Premiul "Media Peace Prize" (Geneva, 1980); Premiul "Hugo Grotius" (New York, 1984); Premiile "Andrei Rădulescu" (1999) și "Vespasian Pella" (2002), acordate de Uniunea Juriștilor din România; Premiul de Excelență, acordat de Radio București (ianuarie 2004). De asemenea, în decembrie 2004, lucrarea sa "Diplomația. Dreptul diplomatic și consular" a fost remarcată cu premiul "Vespasian Pella" al Uniunii Juriștilor din România.
În anul 1999 i s-a conferit "Medaglia Pontificia" de către Statul Vatican, iar în anul 2003 - la Congresul "New Architecture of Peace" - i s-a acordat Titlul de "Architect of Peace". În anul 2002 a primit Ordinul Internațional "Știință - Educație - Cultură", în grad de Comandor, acordat de Academia Europeană de Informatizare. În anul 2004 a primit Ordinul Național "Steaua României - în grad de Cavaler".
Ca o recunoaștere a contribuției sale la apărarea Drepturilor Omului în anii dictaturii comuniste din România, Dumitru Mazilu a fost nominalizat în anul 2003 la Premiul Nobel pentru Pace de către Academia Diplomatică Internațională.

### Decorații
- Ordinul Muncii clasa a III-a (10 iulie 1965) „pentru merite deosebite în realizarea sarcinilor prevăzute în Directivele celui de al III-lea Congres al Partidului Muncitoresc Român”[27]

## Lucrări publicate
Prof. dr. Dumitru Mazilu a publicat 43 de cărți și peste 500 de studii și articole de specialitate. Dintre acestea amintim:
- Tratatul privind Dreptul mării (1980, revizuit în 2002);
- Revoluția furată (1991);
- Tratatul privind Dreptul păcii (1998);
- Teoria Generală a Dreptului (1999);
- Drepturile Omului - Concept, Exigențe și Realități contemporane (2000);
- Dreptul Comerțului Internațional - Partea generală (2000);
- Dreptul Comerțului Internațional - Partea specială (1999);
- Integrare Europeană. Drept comunitar și Instituții Europene (2000);
- Drept Internațional Public (2 vol. 2001-2002);
- Tratatul privind Teoria și practica negocierilor (2002);
- Diplomația. Drept diplomatic și consular (2003) ;
- The Law of Peace (2003);
- Path to Truth (2003);
- Prohibition of War as a Means of Solving International Conflicts (2003);
- Peace - a dialectic Process (2004);
- Dreptul Comerțului Internațional. Tendințe și evoluții actuale (2004);
- Fundamental principles and norms of the Law of Peace (2005);
- Norms on organization and conducting war (2005);
- Diplomație Europeană (2008).

Pe lângă acestea, a fost publicată și o carte de memorii-interviu, intitulată Calvarul virtuții (Dumitru Mazilu în dialog cu Vasile Popa) (Editura Aura, Timișoara, 2002). În traducere franceză : L'Avatar d'une conscience (Dumitru Mazilu en dialogue avec Vasile Popa) (Editura Aura, Timișoara, 2004).

## Aprecieri istorice cu privire la rolul său
„Dumitru Mazilu, un necunoscut, vag amintit la posturile Vocea Americii și Europa Liberă, prezentase atunci în balconul CC statura unui om politic, a unui lider, a doua de acest gen după Petre Roman, însă mult mai amplă, înfățișată mulțimii. În ciuda aruncării personalității lui Dumitru Mazilu în derizoriu, în ridicol și în bănuiala de dezechilibru, rolul lui a fost cât se poate de important în evoluția evenimentelor.”—Alex Mihai Stoenescu